# 城跡公園 (高槻市)
高槻城公園（たかつきじょうこうえん）は、大阪府高槻市城内町3にある都市公園である。

## 概要
高槻藩の歴代城主などが居城とした高槻城跡に位置する公園である。芝生や遊具などを中心とした広場や交通遊園を中心とする遊戯広場ゾーンを始め、市民の森、城跡の堀を模した石垣、 池などを中心とする散策・休養ゾーン、野球場などを中心とするスポーツゾーンが設けられているほか、近世の民俗文化を展示した歴史民俗資料館が位置する。2021年に名称が城跡公園から高槻城公園に改名された。

## 施設

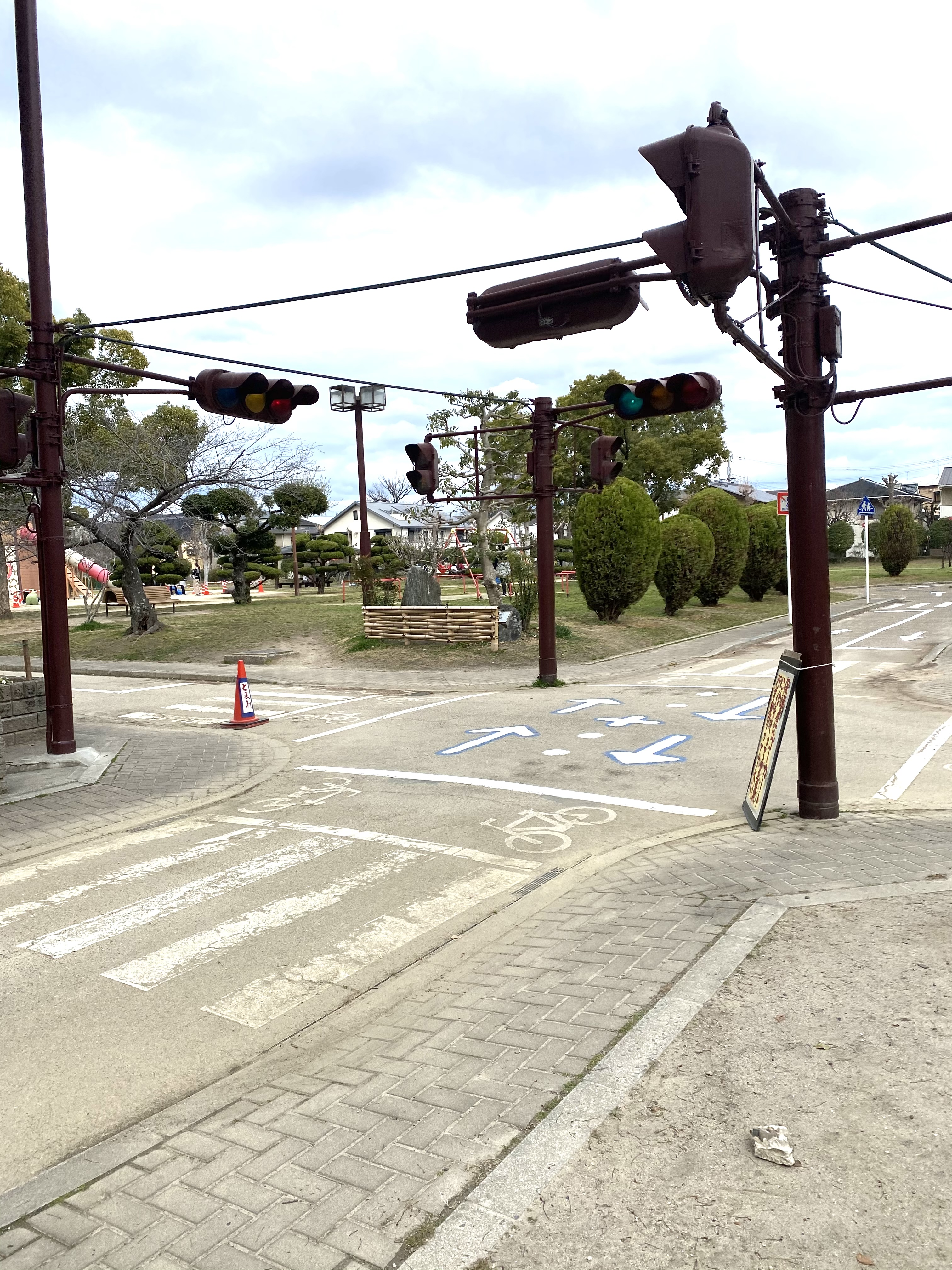
公園内の交通遊園

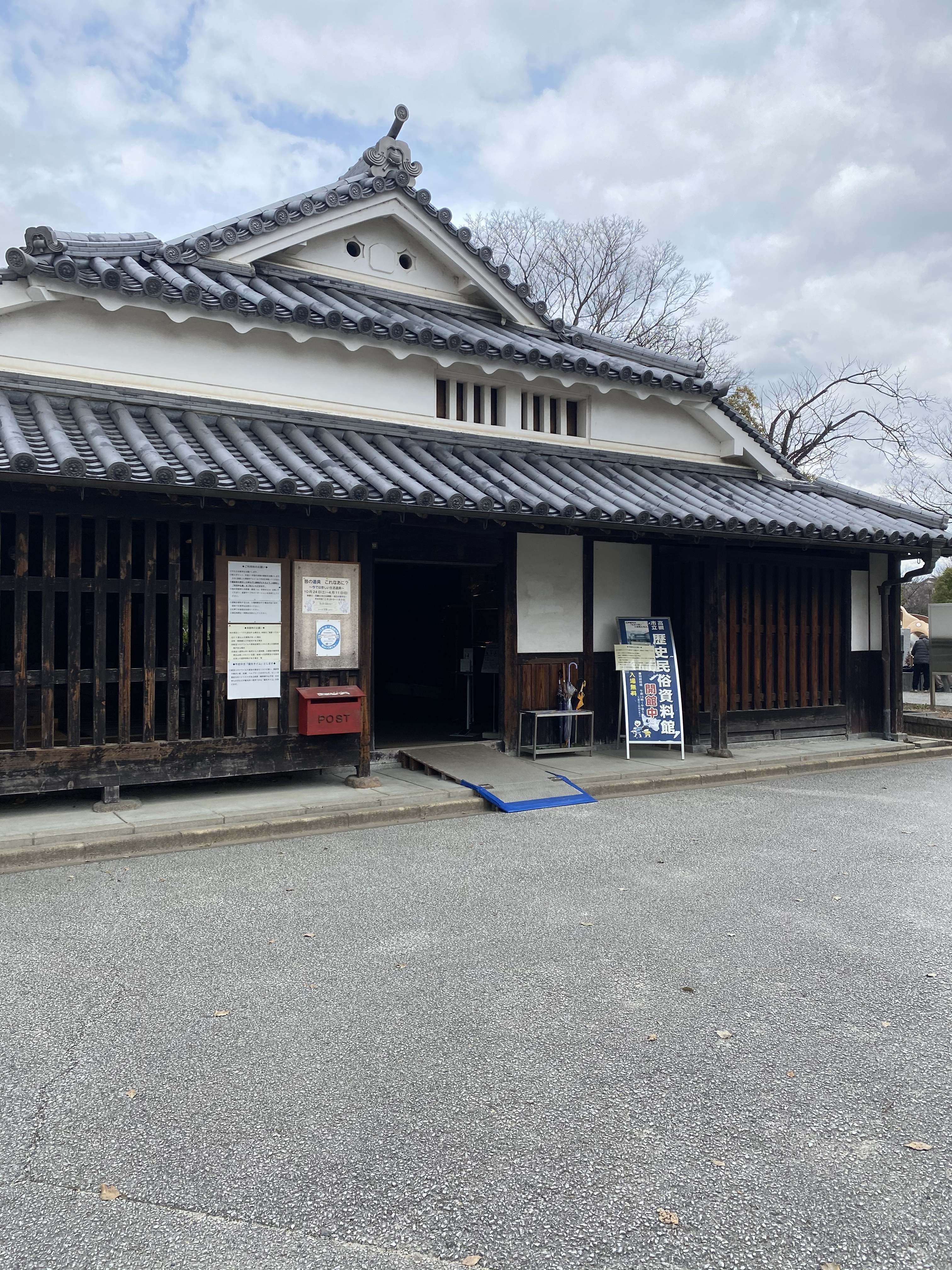
高槻市立歴史民俗資料館

### 遊戯広場ゾーン
交通公園のほか、芝生で覆われた広場や遊具がある区域。遊具は主に木製のものが設置されている。
- 交通公園
- アスレチック型遊具
- 複合遊具
- タコ型滑り台
- タイムカプセル

### 散策・休養ゾーン
- 高山右近像
- 石垣
- 池
- 梅林

### スポーツゾーン
- 野球場

### 高槻市立歴史民俗資料館
高槻市立しろあと歴史館の分館。建物は江戸時代中期頃、城下の紺屋町に建てられていた商家を移築復元したもので、高槻市有形文化財に登録されている。生活用具、農具・漁具などの民俗文化財を保存、展示している。

### 高槻城公園芸術文化劇場
高槻現代劇場として運用されていた2館のうちの「文化ホール」（残るもう1館の「市民会館」は老朽化のため閉館）と新たに開館した新劇場を併せて、2023年3月18日にリニューアル・改称した文化施設。

## アクセス
- JR京都線高槻駅より南東へ徒歩約15分
- 阪急京都線高槻市駅から徒歩10分
- 高槻市営バス市役所前停留所徒歩5分

## ギャラリー

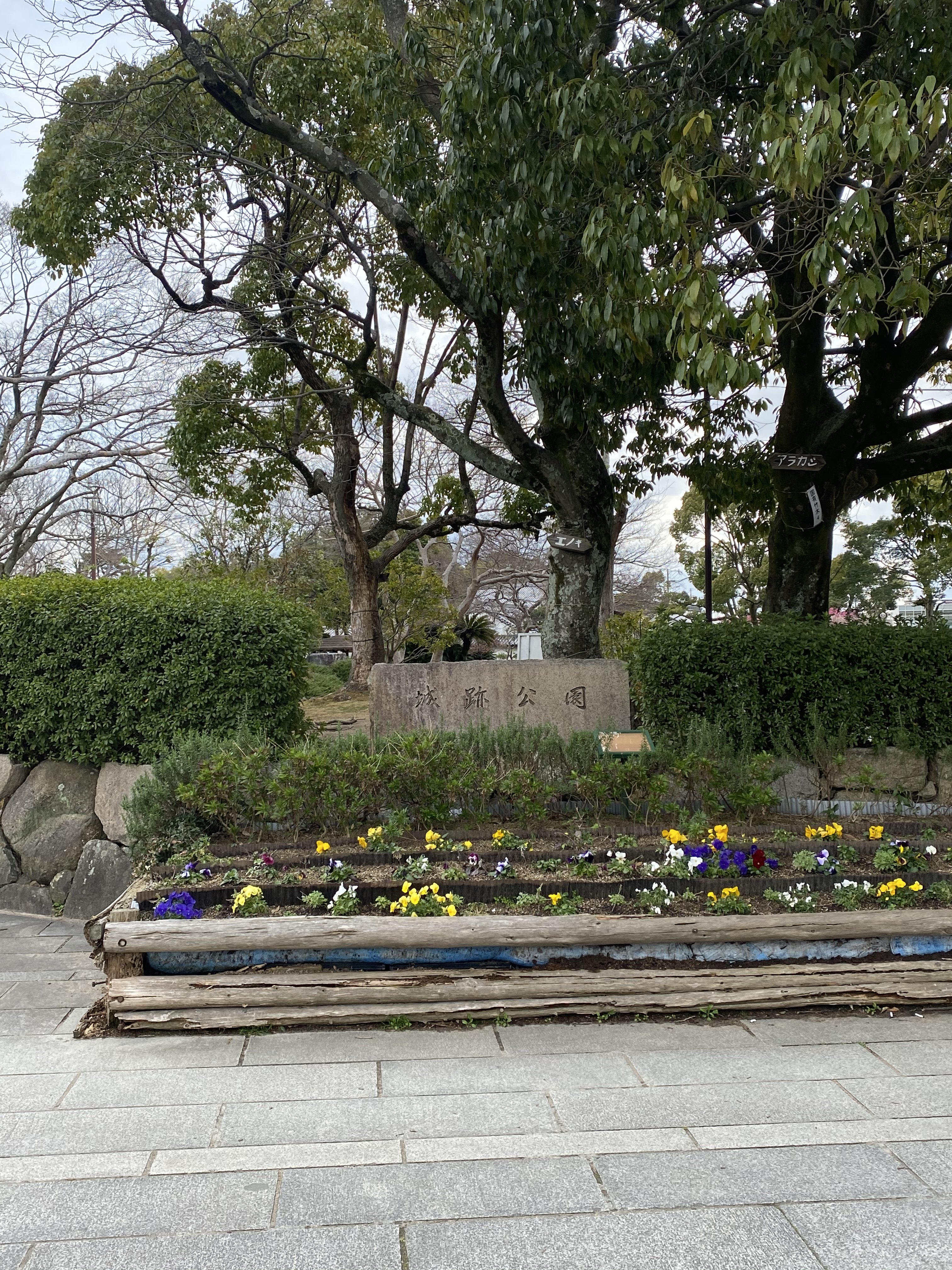
入口
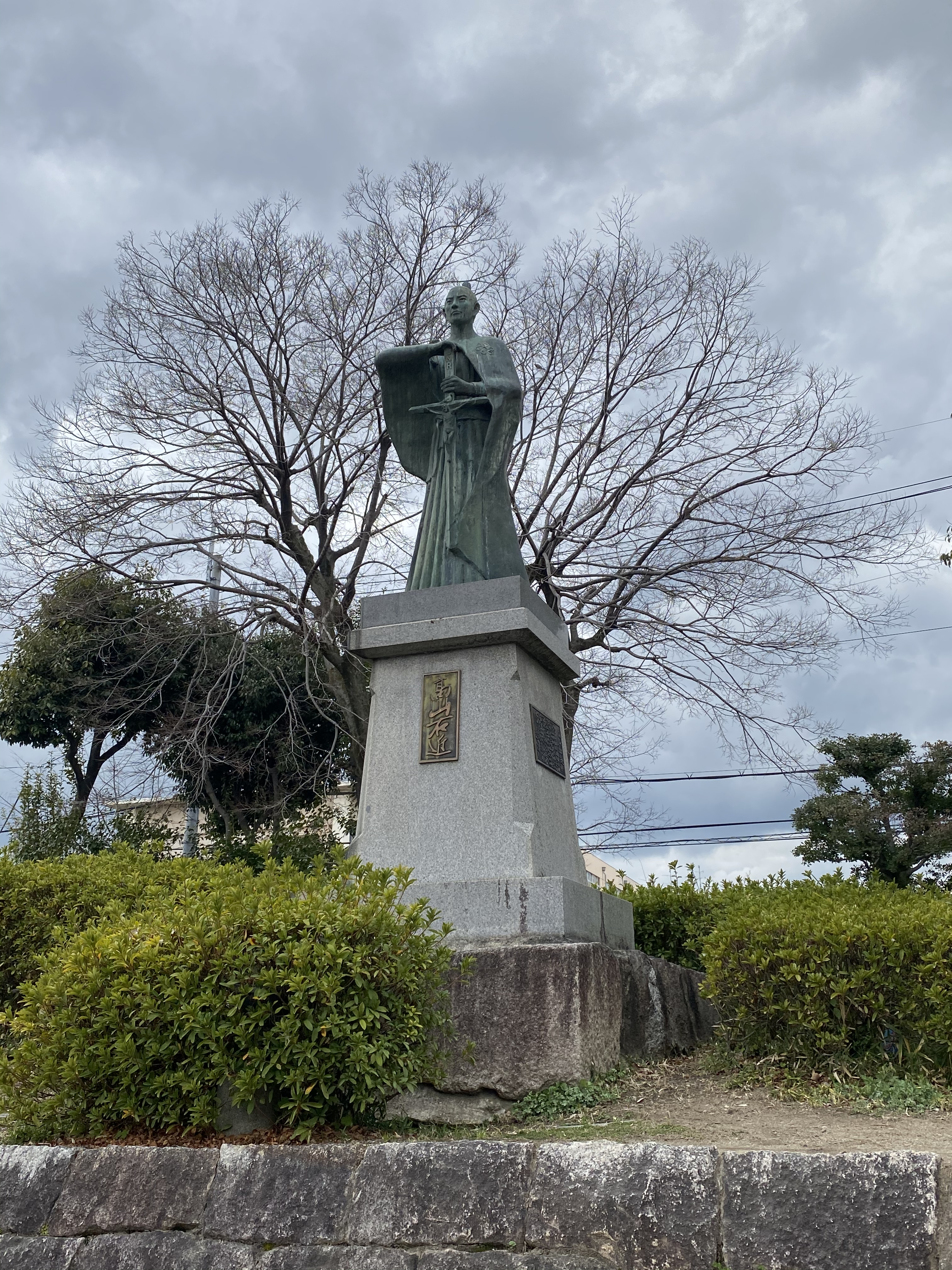
高山右近像
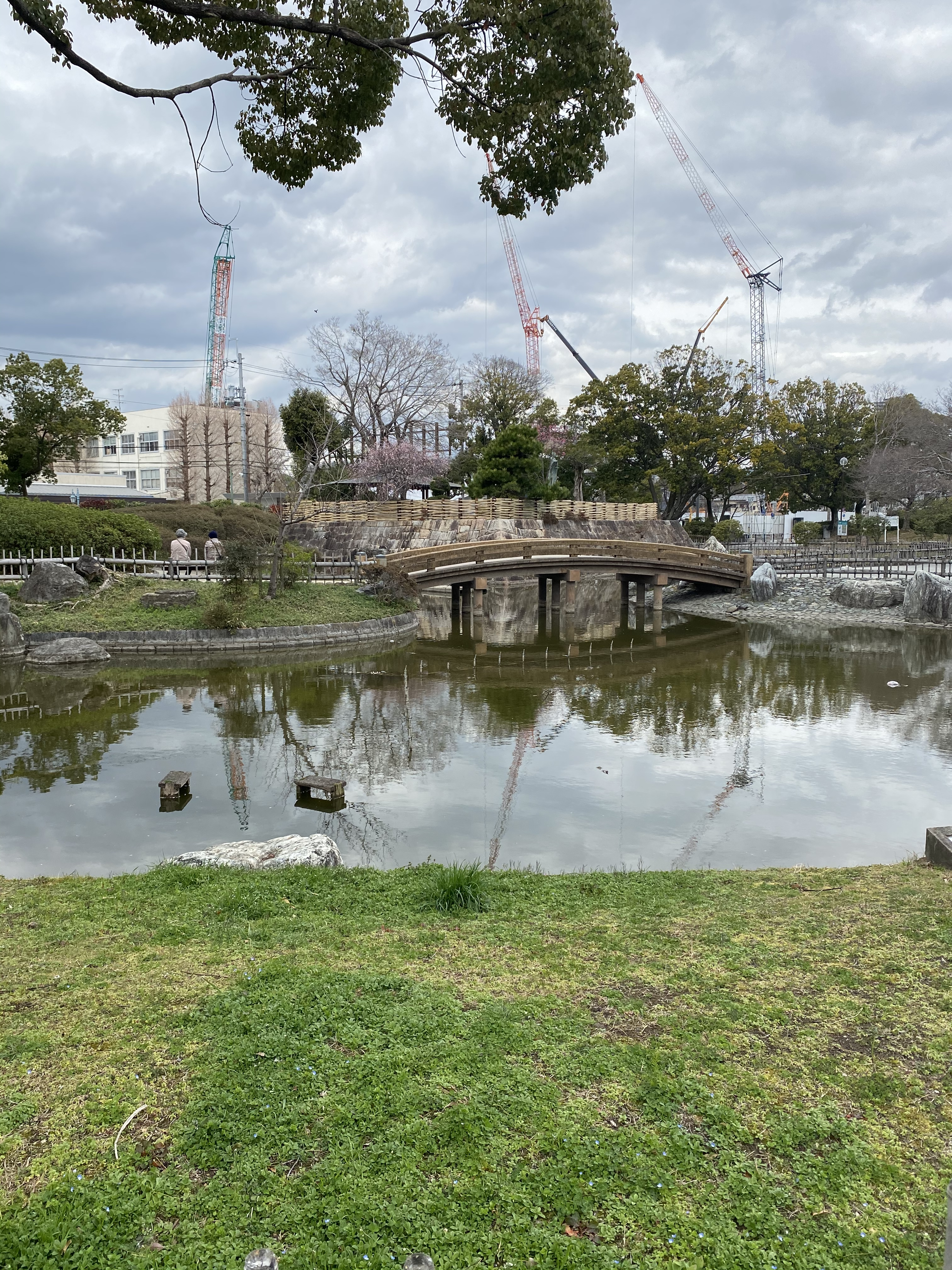
池を別角度から
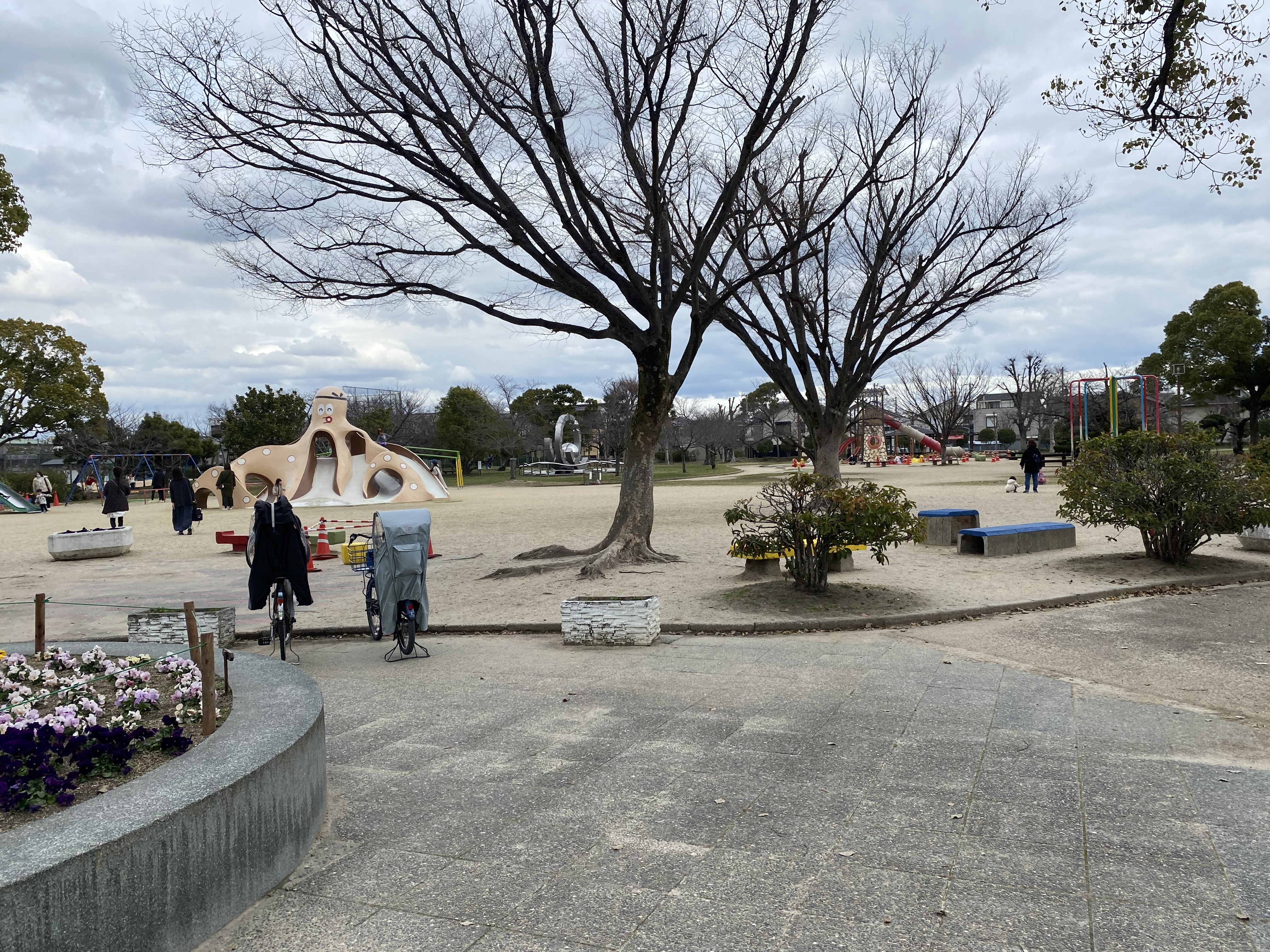
遊具遠景
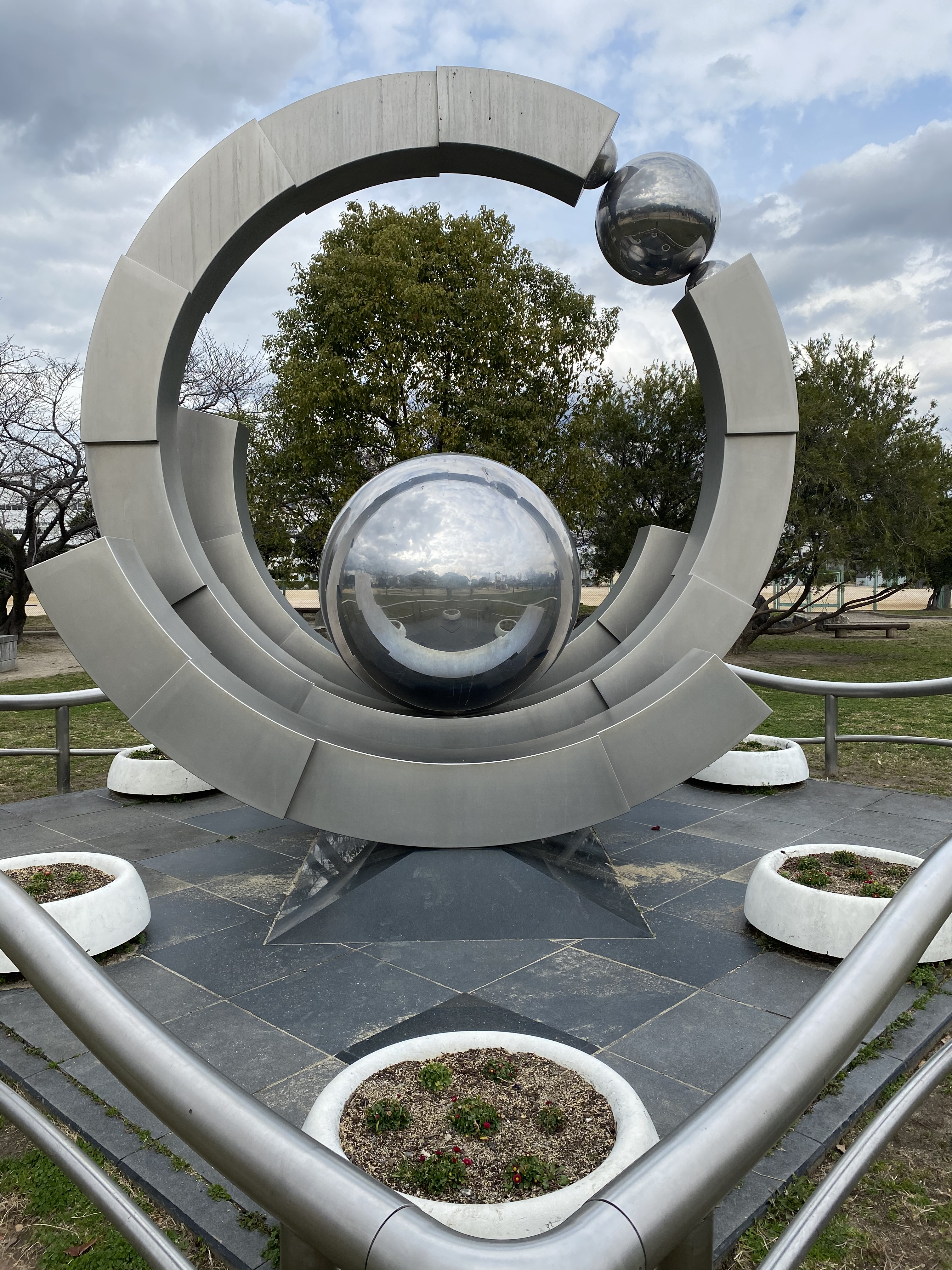
戦後50年記念モニュメント